# أزهري حسين
الدكتور أزهري بن حسين (14 سبتمبر 1957 - 9 نوفمبر 2005) وهو أستاذ ماليزي يعتقد أنه العقل المدبر وراء تفجيرات بالي عام 2002. قتل في غارة للشرطة على مخبئه في إندونيسيا عام 2005.

## نشاطه
تدرب أزهري في أفغانستان، قام بتأليف دليل لتصنيغ القنابل اليدوية، والذي استُخدم في تفجيرات بالي وتفجيرات فندق ماريوت 2003. كما خطط لتفجير السفارة الأسترالية عام 2004 وشارك في تفجيرات بالي عام 2005، وكان أحد أكثر الرجال المطلوبين في إندونيسيا إلى جانب نور الدين محمد توب.
في يوليو 2004 نجا أزهري حسين ونور الدين بصعوبة من غارة شنتها الشرطة على منزل مستأجر غرب جاكرتا، حيث عثر خبراء الطب الشرعي فيما بعد على آثار متفجرات استخدمت في تفجير السفارة.

## مقتله
في 9 نوفمبر 2005 قامت الشرطة الإندونيسية بتحديد موقعه، وشنوا غارة على أحد مخابئه في باتو بالقرب من مالانغ في جاوة الشرقية، ودارت شبه معركة حيث أُلقيت القنابل اليدوية والرصاص على الشرطة، وأعقب ذلك سلسلة من الانفجارات، قُتل أزهري حسين برصاص قناص من الشرطة بعيار ناري في صدره، وبعد ذلك قام أحد تلاميذه بتفجير نفسه لمنعه في تجمع الشرطة.